# مطهر السفلي (دابوي الجنوبي)
مطهر السفلی (بالفارسية: مطهرسفلی) هي قرية تقع في إيران في قسم دابوي الجنوبی الريفي. يقدر عدد سكانها بـ 273 نسمة بحسب إحصاء 2016.